# 司馬演
司馬演（280年代—？），字宏度，西晋皇子，河內溫縣人。晉武帝司馬炎第二十六子（幼子），母赵美人。

## 生平
太康十年十一月甲申日（289年12月22日）司馬演受封为代王，與皇兄司馬乂、司馬穎、司馬晏、司馬熾同日受封。少有废疾，不之国就封，住在宫中。死后谥哀。

## 嗣子
无子，以成都王司马颖子司马廓为嗣，改封中都王，后与司马颖一起被杀死。